# L'addition s'il vous plaît
 (décembre 2024).
Si vous disposez d'ouvrages ou d'articles de référence ou si vous connaissez des sites web de qualité traitant du thème abordé ici, merci de compléter l'article en donnant les références utiles à sa vérifiabilité et en les liant à la section « Notes et références ».
L'addition s'il vous plaît est une émission de télévision française diffusée par TF1 entre 2014 et 2017.
- Émission pilote diffusée du lundi 7 avril 2014 au vendredi 11 avril 2014 ;
- La saison 1 est diffusée du lundi 29 septembre 2014 au vendredi 2 novembre 2014 ;
- La saison 2 est diffusée du lundi 20 avril 2015 au vendredi 10 juillet 2015 ;
- Une spéciale fêtes est diffusée du lundi 7 décembre 2015 au vendredi 18 décembre 2015 ;
- La saison 3 est diffusée du lundi 4 janvier 2016 au vendredi 1er avril 2016 ;
- La saison 4 est diffusée du lundi 27 mars 2017 au vendredi 5 mai 2017.

## Principe
Chaque semaine, quatre restaurateurs du même département (ou départements limitrophes) entrent en compétition et vont se recevoir à tour de rôle dans leurs restaurants, afin de se faire juger et de se faire noter sur quatre critères (cinq depuis 2017) :
- La salle (propreté, décoration)
- La cuisine (fonctionnelle, propreté)
- L'assiette (le dîner)
- Le service (politesse des serveurs, rapidité) (depuis le 23 mars 2017)
- L'addition (le service, l'accueil et l'addition)

Chaque critère est noté sur 10, l'un après l'autre et cela sur les trois premiers critères. Chaque restaurateur reçoit la visite des trois autres. Les trois restaurateurs visitent la salle et y notent la propreté,  puis c'est autour de la propreté de la cuisine et enfin la qualité du repas. À la fin du repas et après avoir reçu l'addition du repas pris, les trois restaurateurs notent sur un livre d'or la note qualité/prix toujours sur 10. À partir de 2017, il n'y aura plus 4 restaurateurs mais 5, ce nouveau concept feras jouer chaque candidat du lundi au vendredi. Dès que le dernier candidat aura joué, les notes attribuées par les autres, le service puis les notes qualité/prix seront données et le restaurateur ayant obtenu la meilleure note est déclaré « Restaurateur de la semaine » et remporte 3 000 €. Un dernier critère, celui du service, a été ajouté depuis 2017.

## Émission pilote

### Semaine 1 dans lesBouches-du-Rhôneet leVar(du 7 au 11 avril 2014)
| Classements | Prémons des restaurateurs | Types de restaurants    | Noms des restaurants | Adresses                           | Codes Postaux | Villes         | Notes obtenues sur 10 | Notes obtenues sur 10 | Notes obtenues sur 10 | Notes obtenues sur 10 | Totaux sur 10 |
| Classements | Prémons des restaurateurs | Types de restaurants    | Noms des restaurants | Adresses                           | Codes Postaux | Villes         | La salle              | La cuisine            | L'assiette            | L'addition            | Totaux sur 10 |
| ----------- | ------------------------- | ----------------------- | -------------------- | ---------------------------------- | ------------- | -------------- | --------------------- | --------------------- | --------------------- | --------------------- | ------------- |
| 1           | Pauline                   | Traditionnel            | Le Moulin de Sambuc  | Route Départementale 560           | 83640         | Saint-Zacharie | 7,3                   | 7,3                   | 6,0                   | 6,0                   | 6,6           |
| 2           | Frédéric                  | Bistrot Gastronomique   | Bistro du Cours      | 13 cours Julien                    | 13006         | Marseille      | 7,3                   | 5,7                   | 6,0                   | 6,0                   | 6,3           |
| 3           | Laurent                   | Pizzeria                | Chez Noël            | 174 La Canebière                   | 13001         | Marseille      | 6,0                   | 5,0                   | 6,3                   | 7,0                   | 6,1           |
| 4           | Jean-Louis                | Brasserie Haut de Gamme | Le Scoop             | Quai du Professeur Émile Vayssiere | 13620         | Carry-le-Rouet | 5,3                   | 6,0                   | 5,7                   | 7,0                   | 5,7           |

## Saison 1

### Semaine 1 dans lesAlpes-Maritimes(du 29 septembre au 3 octobre 2014)
| Classements | Prénoms des restaurateurs | Types des restaurants | Noms des restaurants     | Adresses                      | Codes Postaux | Villes               | Notes obtenues sur 10 | Notes obtenues sur 10 | Notes obtenues sur 10 | Notes obtenues sur 10 | Totaux sur 10 |
| Classements | Prénoms des restaurateurs | Types des restaurants | Noms des restaurants     | Adresses                      | Codes Postaux | Villes               | La salle              | La cuisine            | L'assiette            | L'addition            | Totaux sur 10 |
| ----------- | ------------------------- | --------------------- | ------------------------ | ----------------------------- | ------------- | -------------------- | --------------------- | --------------------- | --------------------- | --------------------- | ------------- |
| 1           | Michel                    | Gastronomique         | L'âne Rouge              | 7 quai des Deux Emmanuels     | 06000         | Nice                 | 6,7                   | 7,3                   | 7,3                   | 6,3                   | 6,9           |
| 2           | Catherine                 | Paillotte de plage    | Le Papaya Beach          | Plage Eze                     | 06360         | Èze                  | 7,7                   | 6                     | 6,3                   | 7,3                   | 6,8           |
| 2           | Philippe                  | Spécialisé en viande  | La Maison de l'entrecôte | Port Saint-Laurent-du-Var     | 06700         | Saint-Laurent-du-Var | 6,7                   | 6,3                   | 7,7                   | 6,3                   | 6,8           |
| 4           | Ludovic                   | Bistrot               | La Chicorée              | 5 rue du Lieutenant Colonelli | 06310         | Beaulieu-sur-Mer     | 7,3                   | 7,3                   | 5                     | 6,3                   | 6,5           |

### Semaine 2 dans leBas-Rhin(du 6  au 10 octobre 2014)
| Classements | Prénoms des restaurateurs | Types des restaurants | Noms des restaurants      | Adresses                                                    | Codes Postaux | Villes                 | Notes obtenues sur 10 | Notes obtenues sur 10 | Notes obtenues sur 10 | Notes obtenues sur 10 | Totaux sur 10 |
| Classements | Prénoms des restaurateurs | Types des restaurants | Noms des restaurants      | Adresses                                                    | Codes Postaux | Villes                 | La salle              | La cuisine            | L'assiette            | L'addition            | Totaux sur 10 |
| ----------- | ------------------------- | --------------------- | ------------------------- | ----------------------------------------------------------- | ------------- | ---------------------- | --------------------- | --------------------- | --------------------- | --------------------- | ------------- |
| 1           | Nicolas                   | Bistrot               | Copains comme Cochons     | 1 place du Corbeau                                          | 67000         | Strasbourg             | 6,3                   | 8                     | 5,3                   | 7,3                   | 6,8           |
| 2           | Tatiana                   | Ferme-auberge         | Ferme Auberge Hungerplatz | Hungerplatz                                                 | 67140         | Barr                   | 6,3                   | 7,7                   | 4,7                   | 6,7                   | 6,3           |
| 3           | Michael                   | Steakhouse            | Le Piano 2                | 18 rue Ste Hélène                                           | 67000         | Strasbourg             | 7                     | 6,3                   | 6                     | 3,7                   | 5,8           |
| 4           | Nathalie                  | Brasserie             | La Table de l'Ill         | Centre Commercial Le Centr'ill 10 allée François Mitterrand | 67400         | Illkirch-Graffenstaden | 5,7                   | 3,3                   | 4,7                   | 6,3                   | 5,0           |

### Semaine 3 dans l'Hérault(du 13 au 17 octobre 2014)
| Classements | Prénoms des restaurateurs | Types des restaurants | Nom des restaurants   | Adresses                                   | Codes Postaux | Villes      | Notes obtenues sur 10 | Notes obtenues sur 10 | Notes obtenues sur 10 | Notes obtenues sur 10 | Totaux sur 10 |
| Classements | Prénoms des restaurateurs | Types des restaurants | Nom des restaurants   | Adresses                                   | Codes Postaux | Villes      | La salle              | La cuisine            | L'assiette            | L'addition            | Totaux sur 10 |
| ----------- | ------------------------- | --------------------- | --------------------- | ------------------------------------------ | ------------- | ----------- | --------------------- | --------------------- | --------------------- | --------------------- | ------------- |
| 1           | Gerald                    | Traditionnel          | La Brasserie des Arts | 20 avenue du Docteur Pezet                 | 34000         | Montpellier | 6                     | 5,3                   | 8                     | 7,7                   | 6,8           |
| 2           | Anthony                   | Brasserie Lounge      | Le Spaggo             | Le Clos de Rignac Avenue de Pérols         | 34970         | Lattes      | 6                     | 6,7                   | 6,3                   | 5,3                   | 6,1           |
| 3           | Nicola                    | Semi-gastronomique    | Le Volodia            | 29 rue Jean-Jacques Rousseau               | 34000         | Montpellier | 6,3                   | 7                     | 5                     | 5                     | 5,8           |
| 4           | Betty                     | Paillotte de plage    | Le Capao Beach        | Plage Richelieu Centre 1 rue des Corsaires | 34300         | Agde        | 7                     | 5                     | 6                     | 5                     | 5,8           |

### Semaine 4 dans laHaute-Garonne(du 20  au 24 octobre 2014)
| Classements | Prénoms des restaurateurs | Types des restaurants | Noms des restaurants | Adresses             | Codes Postaux | Villes    | Notes obtenues sur 10 | Notes obtenues sur 10 | Notes obtenues sur 10 | Notes obtenues sur 10 | Totaux sur 10 |
| Classements | Prénoms des restaurateurs | Types des restaurants | Noms des restaurants | Adresses             | Codes Postaux | Villes    | La salle              | La cuisine            | L'assiette            | L'addition            | Totaux sur 10 |
| ----------- | ------------------------- | --------------------- | -------------------- | -------------------- | ------------- | --------- | --------------------- | --------------------- | --------------------- | --------------------- | ------------- |
| 1           | Sébastien                 | Traditionnel          | La Cendrée           | 11 rue des Tourneurs | 31000         | Toulouse  | 7,7                   | 6,3                   | 8                     | 7,7                   | 7,4           |
| 2           | Véronique                 | Familial              | Ma Table             | Domaine de Montgay   | 31560         | Nailloux  | 7,3                   | 6,7                   | 7,3                   | 7,7                   | 7,3           |
| 3           | Guillaume                 | Crêperie              | Crep'Chignon         | 6 rue de la Fonderie | 31000         | Toulouse  | 7,3                   | 6,7                   | 6,7                   | 6,3                   | 6,8           |
| 4           | Jonathan                  | Auberge               | Friendly Auberge     | 32 rue Gilet         | 31770         | Colomiers | 5,3                   | 6,7                   | 6,7                   | 6                     | 6,2           |

### Semaine 5 dansPariset leVal-de-Marne(du 27 octobre au1ernovembre 2014)
| Classements | Prénoms des restaurateurs | Types des restaurants | Noms des restaurants    | Adresses                           | Codes Postaux | Villes        | Notes obtenues sur 10 | Notes obtenues sur 10 | Notes obtenues sur 10 | Notes obtenues sur 10 | Totaux sur 10 |
| Classements | Prénoms des restaurateurs | Types des restaurants | Noms des restaurants    | Adresses                           | Codes Postaux | Villes        | La salle              | La cuisine            | L'assiette            | L'addition            | Totaux sur 10 |
| ----------- | ------------------------- | --------------------- | ----------------------- | ---------------------------------- | ------------- | ------------- | --------------------- | --------------------- | --------------------- | --------------------- | ------------- |
| 1           | Rodolphe                  | Traditionnel          | Le Repaire de Cartouche | 8 boulevard des Filles du Calvaire | 75011         | Paris         | 6,7                   | 7                     | 7,3                   | 5,7                   | 6,7           |
| 2           | Fan                       | Chinois               | Chez Vong               | 10 rue de la Grande Truanderie     | 75001         | Paris         | 6,7                   | 7                     | 5                     | 5                     | 5,9           |
| 3           | Alexandre                 | Brasserie             | La Terrasse             | 3 place Carnot                     | 94360         | Bry-sur-Marne | 6,3                   | 5                     | 5                     | 5,7                   | 5,5           |
| 4           | Barbara                   | Créole                | Armelle et Henri        | 3 rue Audran                       | 75018         | Paris         | 5,7                   | 4,3                   | 4,3                   | 5,3                   | 4,9           |

## Saison 2

### Semaine 1 dans lesBouches-du-Rhôneet leVaucluse(du 20 au 24 avril 2015)
| Classements | Prénoms des restaurateurs | Types des restaurants | Noms des restaurants | Adresses                     | Codes Postaux | Villes           | Notes obtenues sur 10 | Notes obtenues sur 10 | Notes obtenues sur 10 | Notes obtenues sur 10 | Totaux sur 10 |
| Classements | Prénoms des restaurateurs | Types des restaurants | Noms des restaurants | Adresses                     | Codes Postaux | Villes           | La salle              | La cuisine            | L'assiette            | L'addition            | Totaux sur 10 |
| ----------- | ------------------------- | --------------------- | -------------------- | ---------------------------- | ------------- | ---------------- | --------------------- | --------------------- | --------------------- | --------------------- | ------------- |
| 1           | Alain                     | Espagnol              | El Paseo             | 4 rue des Thermes            | 13200         | Arles            | 7,0                   | 6,5                   | 5,7                   | 7,7                   | 6,8           |
| 2           | Jennifer                  | Bistrot               | Le Macadam           | 11-13 place des Corps Saints | 84000         | Avignon          | 6,0                   | 2,7                   | 7,3                   | 6,3                   | 5,6           |
| 3           | Jean-Marc                 | Semi-gastronomique    | Le Jardin de la Tour | 9 rue de la Tour             | 84000         | Avignon          | 4,3                   | 5,0                   | 6,3                   | 5,7                   | 5,3           |
| 4           | Eric                      | Familial              | Domaine Saint-Victor | 21 rue de la Roustidouire    | 84240         | La Tour d'Aigues | 6,3                   | 5,3                   | 3,7                   | 3,7                   | 4,8           |

### Semaine 2 dans lesPyrénées-Atlantiques(du 27 avril au1ermai 2015)
| Classements | Prénoms des restaurateurs | Types des restaurants | Noms des restaurants | Adresses                   | Codes Postaux | Villes   | Notes obtenues sur 10 | Notes obtenues sur 10 | Notes obtenues sur 10 | Notes obtenues sur 10 | Totaux sur 10 |
| Classements | Prénoms des restaurateurs | Types des restaurants | Noms des restaurants | Adresses                   | Codes Postaux | Villes   | La salle              | La cuisine            | L'assiette            | L'addition            | Totaux sur 10 |
| ----------- | ------------------------- | --------------------- | -------------------- | -------------------------- | ------------- | -------- | --------------------- | --------------------- | --------------------- | --------------------- | ------------- |
| 1           | Matthieu                  | Traditionnel          | Arosta               | 52 avenue Alan Seeger      | 64200         | Biarritz | 7,7                   | 8,0                   | 9,0                   | 8,7                   | 8,4           |
| 2           | Christian                 | Cidrerie              | Cidrerie Ttipia      | 27 rue des Cordeliers      | 64100         | Bayonne  | 8,0                   | 7,7                   | 7,3                   | 8,0                   | 7,8           |
| 3           | Sonia                     | Bistrot               | Le Bar Bu            | 5 rue Gaston Larre         | 64200         | Biarritz | 8,0                   | 7,7                   | 6,7                   | 7,7                   | 7,5           |
| 4           | Jean-Michel               | Ouvrier               | Le Goshoki           | 41 avenue du Maréchal Juin | 64200         | Biarritz | 6,7                   | 6,3                   | 6,7                   | 7,3                   | 6,8           |

### Semaine 3 enBelgique(du 4  au 8 mai 2015)
| Classements | Prénoms des restaurateurs | Types des restaurants | Noms des restaurants      | Adresses           | Codes Postaux | Villes    | Notes obtenues sur 10 | Notes obtenues sur 10 | Notes obtenues sur 10 | Notes obtenues sur 10 | Totaux sur 10 |
| Classements | Prénoms des restaurateurs | Types des restaurants | Noms des restaurants      | Adresses           | Codes Postaux | Villes    | La salle              | La cuisine            | L'assiette            | l'addition            | Totaux sur 10 |
| ----------- | ------------------------- | --------------------- | ------------------------- | ------------------ | ------------- | --------- | --------------------- | --------------------- | --------------------- | --------------------- | ------------- |
| 1           | Gaëtan                    | Semi-gastronomique    | D'oude Pastorie           | Chemin du Curé     | 1950          | Kraainem  | 7,0                   | 4,3                   | 7,0                   | 7,3                   | 6.4           |
| 2           | Emmanuel                  | Tendance              | Um Beaumonde              | 12 quai Notre-Dame | 7500          | Tournai   | 7,7                   | 6,3                   | 6,3                   | 4,7                   | 6.3           |
| 3           | Marjorie                  | Atypique              | Le Secret De polichinelle | 18 rue de Pont     | 7500          | Tournai   | 3,3                   | 3,3                   | 4,7                   | 5,0                   | 4,1           |
| 4           | Hatem                     | Brasserie             | Le Forestier chez Hatem   | 2 rue Haute        | 1000          | Bruxelles | 4,3                   | 6,0                   | 2,3                   | 1,7                   | 3,6           |

### Semaine 4 dansPariset lesHauts-de-Seine(du 11  au 15 mai 2015) (spéciale lieux insolites)
| Classements | Prénoms des restaurateurs | Types des restaurants         | Noms des restaurants  | Adresses               | Codes Postaux | Villes               | Notes obtenues sur 10 | Notes obtenues sur 10 | Notes obtenues sur 10 | Notes obtenues sur 10 | Totaux sur 10 |
| Classements | Prénoms des restaurateurs | Types des restaurants         | Noms des restaurants  | Adresses               | Codes Postaux | Villes               | La salle              | La cuisine            | L'assiette            | l'addition            | Totaux sur 10 |
| ----------- | ------------------------- | ----------------------------- | --------------------- | ---------------------- | ------------- | -------------------- | --------------------- | --------------------- | --------------------- | --------------------- | ------------- |
| 1           | Thierry                   | Taverne bretonne              | La Pointe du Groin    | 8 rue de Belzunce      | 75010         | Paris                | 5,0                   | 7,3                   | 8,0                   | 7,7                   | 7,0           |
| 2           | Pablo                     | Cuisine moléculaire           | La Plantxa            | 58 rue Gallieni        | 92100         | Boulogne-Billancourt | 6,3                   | 5,0                   | 7,7                   | 8,0                   | 6,8           |
| 3           | Christophe                | Repas dans l'obscurité totale | Dans le Noir          | 51 rue Quincampoix     | 75004         | Paris                | 6,0                   | 7,3                   | 4,7                   | 5,0                   | 5,8           |
| 4           | Simone                    | Cabaret                       | Le Carrousel de Paris | 40 rue Pierre-Fontaine | 75009         | Paris                | 6,0                   | 5,0                   | 3,3                   | 4,7                   | 4,8           |

### Semaine 5 dans leMorbihan(du 18 au 22 mai 2015)
| Classements | Prénoms des restaurateurs | Types des restaurants | Noms des restaurants | Adresses                               | Codes Postaux | Villes    | Notes obtenues sur 10 | Notes obtenues sur 10 | Notes obtenues sur 10 | Notes obtenues sur 10 | Totaux sur 10 |
| Classements | Prénoms des restaurateurs | Types des restaurants | Noms des restaurants | Adresses                               | Codes Postaux | Villes    | La salle              | La cuisine            | L'assiette            | L'addition            | Totaux sur 10 |
| ----------- | ------------------------- | --------------------- | -------------------- | -------------------------------------- | ------------- | --------- | --------------------- | --------------------- | --------------------- | --------------------- | ------------- |
| 1           | Isabelle                  | Crèperie              | La Crèperie Rimaison | 6 rue de la Gare                       | 56330         | Pluvigner | 6,0                   | 5,0                   | 6,3                   | 6,3                   | 5,9           |
| 2           | Giovanni                  | Brasserie Italienne   | Chez Gino            | 56 avenue de la Perrière               | 56100         | Lorient   | 6,3                   | 4,0                   | 6,0                   | 5,3                   | 5,4           |
| 3           | Soufiane                  | Bistronomique         | L'atlantique         | 10 place du port Haliguen              | 56170         | Quiberon  | 4,7                   | 4,0                   | 6,0                   | 5,7                   | 5,1           |
| 4           | Sophie                    | Familial              | Les Algues-Marines   | Port de Saint Cado 8 place Pen Er Pont | 56550         | Belz      | 5,0                   | 6,3                   | 3,3                   | 4,0                   | 4,7           |

### Semaine 6 dans leRhône(du 25  au 29 mai 2015)
| Classements | Prénoms des restaurateurs | Types des restaurants | Noms des restaurants | Adresses                     | Codes Postaux | Villes | Notes obtenues sur 10 | Notes obtenues sur 10 | Notes obtenues sur 10 | Notes obtenues sur 10 | Totaux sur 10 |
| Classements | Prénoms des restaurateurs | Types des restaurants | Noms des restaurants | Adresses                     | Codes Postaux | Villes | La salle              | La cuisine            | L'assiette            | L'addition            | Totaux sur 10 |
| ----------- | ------------------------- | --------------------- | -------------------- | ---------------------------- | ------------- | ------ | --------------------- | --------------------- | --------------------- | --------------------- | ------------- |
| 1           | Williams                  | Bouchon lyonnais      | Le Vivarais          | 1 place du docteur Gailleton | 69002         | Lyon   | 8,3                   | 8,0                   | 8,0                   | 7,3                   | 7,9           |
| 2           | Pierre                    | Brasserie moderne     | Le Basilik           | 9 rue Pierre Marion          | 69005         | Lyon   | 5,7                   | 5,0                   | 6,0                   | 6,0                   | 5,7           |
| 3           | Cristina                  | Brésilien             | Sambahia             | 13 rue du Doyenné            | 69005         | Lyon   | 6,3                   | 4,7                   | 5,0                   | 5,0                   | 5,3           |
| 4           | Joris                     | Bouchon lyonnais      | La Mère Cottivet     | 20 rue Palais Grillet        | 69002         | Lyon   | 7,0                   | 4,3                   | 4,0                   | 5,0                   | 5,1           |

### Semaine 7 dans lesPyrénées-Orientales(du1erau 5 juin 2015)
| Classements | Prénoms des restaurateurs | Types des restaurants | Noms des restaurants | Adresses                     | Codes Postaux | Villes                | Notes obtenues sur 10 | Notes obtenues sur 10 | Notes obtenues sur 10 | Notes obtenues sur 10 | Totaux sur 10 |
| Classements | Prénoms des restaurateurs | Types des restaurants | Noms des restaurants | Adresses                     | Codes Postaux | Villes                | La salle              | La cuisine            | L'assiette            | L'addition            | Totaux sur 10 |
| ----------- | ------------------------- | --------------------- | -------------------- | ---------------------------- | ------------- | --------------------- | --------------------- | --------------------- | --------------------- | --------------------- | ------------- |
| 1           | Sandrine                  | Catalan-Traditionnel  | Al Catala            | 15 avenue Georges Clemenceau | 66400         | Céret                 | 7,3                   | 7,0                   | 6,0                   | 6,0                   | 6,6           |
| 2           | David                     | Auvergnat-Catalan     | Les Épicuriens       | 14 rue du Théâtre            | 66000         | Perpignan             | 5,0                   | 6,3                   | 7,3                   | 7,0                   | 6,4           |
| 3           | Bruno                     | Poissonnerie          | La Marine Bleue      | 44 avenue Salvador Dali      | 66180         | Villeneuve-de-la-Raho | 5,0                   | 3,7                   | 5,7                   | 5,0                   | 4,9           |
| 4           | Laurent                   | Cuisine du Monde      | The Flowers          | 59 rue Victor Hugo           | 66700         | Argelès-sur-Mer       | 5,0                   | 3,3                   | 5,7                   | 5,3                   | 4,8           |

### Semaine 8 dans laGironde(du 8 au 12 juin 2015)
| Classements | Prénoms des restaurateurs | Types des restaurants   | Noms des restaurants | Adresses               | Codes Postaux | Villes     | Notes obtenues sur 10 | Notes obtenues sur 10 | Notes obtenues sur 10 | Notes obtenues sur 10 | Totaux sur 10 |
| Classements | Prénoms des restaurateurs | Types des restaurants   | Noms des restaurants | Adresses               | Codes Postaux | Villes     | La salle              | La cuisine            | L'assiette            | L'addition            | Totaux sur 10 |
| ----------- | ------------------------- | ----------------------- | -------------------- | ---------------------- | ------------- | ---------- | --------------------- | --------------------- | --------------------- | --------------------- | ------------- |
| 1           | Stéphane                  | Brasserie Haute Gamme   | Le Père Ouvrard      | 39 avenue Libération   | 33110         | Le Bouscat | 7,3                   | 5,3                   | 7,3                   | 7,7                   | 6,9           |
| 2           | Sylvie                    | Campagnard              | La Ferme             | 9 avenue de Chavailles | 33520         | Bruges     | 7,3                   | 4,3                   | 6,3                   | 7,3                   | 6,3           |
| 3           | Christopher               | Brasserie Fruits de Mer | Le Platane           | 1 allée Thalassa       | 33138         | Lanton     | 6,0                   | 6,3                   | 5,7                   | 5,7                   | 5,9           |
| 4           | Jean                      | Créole                  | Le Café Blanc        | 63 rue Saint-Sernin    | 33000         | Bordeaux   | 6,0                   | 4,0                   | 4,7                   | 5,3                   | 5,0           |

### Semaine 9 dansParis, l'Essonneet lesHauts-de-Seine(du 15 au 19 juin 2015) (spéciale cuisines du monde)
| Classements | Prénoms des restaurateurs | Types des restaurants  | Noms des restaurants | Adresses                      | Codes Postaux | Villes    | Notes obtenues sur 10 | Notes obtenues sur 10 | Notes obtenues sur 10 | Notes obtenues sur 10 | Totaux sur 10 |
| Classements | Prénoms des restaurateurs | Types des restaurants  | Noms des restaurants | Adresses                      | Codes Postaux | Villes    | La salle              | La cuisine            | L'assiette            | L'addition            | Totaux sur 10 |
| ----------- | ------------------------- | ---------------------- | -------------------- | ----------------------------- | ------------- | --------- | --------------------- | --------------------- | --------------------- | --------------------- | ------------- |
| 1           | Thierry                   | Bistronomique Français | Le Barbizingue       | 12-14 boulevard de la Liberté | 92320         | Châtillon | 7,0                   | 7,0                   | 6,3                   | 6,3                   | 6,7           |
| 2           | Claudio                   | Gastronomie Italienne  | La Romantica         | 73 boulevard Jean-Jaurès      | 92110         | Clichy    | 6,0                   | 6,3                   | 4,3                   | 4,7                   | 5,3           |
| 3           | Didier                    | Diner Américain        | Hype Diner           | 3 rue Lavoisier               | 91540         | Mennecy   | 6,7                   | 6,0                   | 3,3                   | 4,3                   | 5,1           |
| 4           | Myriam                    | Maghrébins             | Au Régal Couscous    | 16 cours de Vincennes         | 75012         | Paris     | 3,7                   | 2,7                   | 3,7                   | 4,0                   | 3,5           |

### Semaine 10 dans leVar(du 22 au 26 juin 2015)
| Classements | Prénoms des restaurateurs | Types des restaurants   | Noms des restaurants      | Adresses               | Codes Postaux | Villes         | Notes obtenues sur 10 | Notes obtenues sur 10 | Notes obtenues sur 10 | Notes obtenues sur 10 | Totaux sur 10 |
| Classements | Prénoms des restaurateurs | Types des restaurants   | Noms des restaurants      | Adresses               | Codes Postaux | Villes         | La salle              | La cuisine            | L'assiette            | L'addition            | Totaux sur 10 |
| ----------- | ------------------------- | ----------------------- | ------------------------- | ---------------------- | ------------- | -------------- | --------------------- | --------------------- | --------------------- | --------------------- | ------------- |
| 1           | Marie                     | Brasserie Corse Moderne | La Cantine                | 15 rue Corneille       | 83000         | Toulon         | 5,7                   | 5,0                   | 6,0                   | 7,0                   | 5,9           |
| 2           | Luc                       | Auberge Potagère        | La Remise                 | 51 route de Sanary     | 83190         | Ollioules      | 6,3                   | 5,0                   | 5,7                   | 5,7                   | 5,7           |
| 3           | Marina                    | Camion Restaurant       | Chez les Amis             | 377 chemin de la Foux  | 83220         | Le Pradet      | 5,3                   | 5,3                   | 6,0                   | 4,3                   | 5,2           |
| 4           | Pierre                    | Auberge Traditionnelle  | L'oasis du Petit Galibier | 1000 chemin de Déguier | 83640         | Saint-Zacharie | 4,7                   | 4,7                   | 5,7                   | 4,3                   | 4,9           |

### Semaine 11 dans laCharente-Maritime(du 29 juin au 3 juillet 2015)
| Classements | Prénoms des restaurateurs | Types des restaurants        | Noms des restaurants      | Adresses                | Codes Postaux | Villes        | Notes obtenues sur 10 | Notes obtenues sur 10 | Notes obtenues sur 10 | Notes obtenues sur 10 | Totaux sur 10 |
| Classements | Prénoms des restaurateurs | Types des restaurants        | Noms des restaurants      | Adresses                | Codes Postaux | Villes        | La salle              | La cuisine            | L'assiette            | L'addition            | Totaux sur 10 |
| ----------- | ------------------------- | ---------------------------- | ------------------------- | ----------------------- | ------------- | ------------- | --------------------- | --------------------- | --------------------- | --------------------- | ------------- |
| 1           | Nicolas                   | Brasserie Tendance           | Brasserie des Dames       | Place Barentin          | 17000         | La Rochelle   | 7,0                   | 6,0                   | 8,0                   | 7,0                   | 7,0           |
| 2           | François                  | Italien                      | Rigoletto                 | 12-14 rue Chef de Ville | 17000         | La Rochelle   | 7,3                   | 6,3                   | 6,7                   | 6,3                   | 6,7           |
| 3           | Fabien                    | Auberge du Terroir           | La Ferme du Bateau Lavoir | 13 rue du Logis         | 17290         | Landrais      | 4,7                   | 5,3                   | 7,0                   | 7,0                   | 6,0           |
| 4           | Caroline                  | Cabane de Produits de la Mer | L'étoile du Marais        | 129 rue du Port         | 17137         | Nieul-sur-Mer | 7,7                   | 5,7                   | 4,7                   | 5,3                   | 5,9           |

### Semaine 12 dans lesBouches-du-Rhône(du 6 au 10 juillet 2015)
| Classements | Prénoms des restaurateurs | Types des restaurants          | Noms des restaurants | Adresses                      | Codes Postaux | Villes    | Notes obtenues sur 10 | Notes obtenues sur 10 | Notes obtenues sur 10 | Notes obtenues sur 10 | Totaux sur 10 |
| Classements | Prénoms des restaurateurs | Types des restaurants          | Noms des restaurants | Adresses                      | Codes Postaux | Villes    | La salle              | La cuisine            | L'assiette            | L'addition            | Totaux sur 10 |
| ----------- | ------------------------- | ------------------------------ | -------------------- | ----------------------------- | ------------- | --------- | --------------------- | --------------------- | --------------------- | --------------------- | ------------- |
| 1           | Jérôme                    | Caché au-dessus d'une pizzeria | Il Clandestino       | 31 rue d'Endoume              | 13007         | Marseille | 6,0                   | 6,3                   | 6,3                   | 6,0                   | 6,2           |
| 2           | Gabriel                   | Auberge Gastronomique          | Auberge Provençale   | Impasse de Provence, Le Canet | 13590         | Meyreuil  | 6,7                   | 5,3                   | 5,7                   | 4,7                   | 5,6           |
| 3           | Christian                 | Cabanon de Bord de Mer         | La Pergola           | 13 chemin Pergola             | 13740         | Le Rove   | 7,0                   | 5,0                   | 4,3                   | 3,7                   | 5,0           |
| 4           | Sandra                    | Brasserie Traditionnelle       | Les Échevins         | 44 rue Saintes                | 13001         | Marseille | 6,3                   | 4,3                   | 4,3                   | 4,0                   | 4,7           |

## Spéciale Fête

### Semaine 1 dansPariset l'Essonne(du 7 au 11 décembre 2015)
| Classements | Prénoms des restaurateurs | Types des restaurants | Noms des restaurants | Adresses                          | Codes Postaux | Villes  | Notes obtenues sur 10 | Notes obtenues sur 10 | Notes obtenues sur 10 | Notes obtenues sur 10 | Totaux sur 10 |
| Classements | Prénoms des restaurateurs | Types des restaurants | Noms des restaurants | Adresses                          | Codes Postaux | Villes  | La salle              | La cuisine            | l'assiette            | L'addition            | Totaux sur 10 |
| ----------- | ------------------------- | --------------------- | -------------------- | --------------------------------- | ------------- | ------- | --------------------- | --------------------- | --------------------- | --------------------- | ------------- |
| 1           | Toni                      | Taverne Espagnole     | La Casa Pepe         | 5, rue Mouffetard                 | 75005         | Paris   | 5,7                   | 3,0                   | 7,3                   | 8,0                   | 6,0           |
| 2           | Fanny                     | Traditionnel Français | Au Petit Marguery    | 9, boulevard de Port-Royal        | 75013         | Paris   | 5,0                   | 7,3                   | 6,0                   | 5,0                   | 5,8           |
| 3           | Thierry                   | Bistrot Alsacien      | Le Bec Rouge         | 46 bis, boulevard du Montparnasse | 75015         | Paris   | 5,0                   | 5,0                   | 5,3                   | 6,0                   | 5,3           |
| 4           | Laurent                   | Chalet Savoyard       | Le Chalet de Mennecy | 47, boulevard Charles-de-Gaulle   | 91540         | Mennecy | 5,0                   | 6,0                   | 5,0                   | 4,7                   | 5,2           |

### Semaine 2 dans laSeine-et-Marne, lesHauts-de-Seineet leVal-d'Oise(du 14 au 18 décembre 2015)
| Classements | Prénoms des restaurateurs | Types des restaurants          | Noms des restaurants | Adresses                      | Codes Postaux | Villes               | Notes obtenues sur 10 | Notes obtenues sur 10 | Notes obtenues sur 10 | Notes obtenues sur 10 | Totaux sur 10 |
| Classements | Prénoms des restaurateurs | Types des restaurants          | Noms des restaurants | Adresses                      | Codes Postaux | Villes               | La salle              | La cuisine            | L'assiette            | L'addition            | Totaux sur 10 |
| ----------- | ------------------------- | ------------------------------ | -------------------- | ----------------------------- | ------------- | -------------------- | --------------------- | --------------------- | --------------------- | --------------------- | ------------- |
| 1           | Cybèle                    | Bistronomique Franco-Américain | La Table de Cybèle   | 38 rue de Meudon              | 92100         | Boulogne-Billancourt | 7,0                   | 6,7                   | 7;7                   | 6,7                   | 7,0           |
| 2           | Gary                      | Guinguette Moderne             | La Guinguette        | 4 rue Yves-Kermen             | 92100         | Boulogne-Billancourt | 6,3                   | 6,3                   | 5,3                   | 7,0                   | 6,4           |
| 3           | Philippe                  | Péniche                        | La Péniche           | 6 quai Sadi-Carnot            | 77100         | Meaux                | 6,3                   | 7,0                   | 5,3                   | 6,3                   | 6,2           |
| 4           | Béatrice                  | Cabaret                        | Le Deaps             | 2 place Frédéric-Joliot-Curie | 95540         | Mery-sur-Oise        | 4,3                   | 3,3                   | 4,0                   | 5,0                   | 4,2           |

## Saison 3

### Semaine 1 dans lesCôtes-d'Armoret enIlle-et-Vilaine(du 4  au 8 janvier 2016)
| Classements | Prénoms des restaurateurs | Types des restaurants | Noms des restaurants | Adresses                    | Codes Postaux | Villes               | Notes obtenues sur 10 | Notes obtenues sur 10 | Notes obtenues sur 10 | Notes obtenues sur 10 | Totaux sur 10 |
| Classements | Prénoms des restaurateurs | Types des restaurants | Noms des restaurants | Adresses                    | Codes Postaux | Villes               | La salle              | La cuisine            | L'assiette            | L'addition            | Totaux sur 10 |
| ----------- | ------------------------- | --------------------- | -------------------- | --------------------------- | ------------- | -------------------- | --------------------- | --------------------- | --------------------- | --------------------- | ------------- |
| 1           | Goulven                   | Bistronomique         | Le Petit Port        | Quai de la Perle            | 35800         | Dinard               | 4,7                   | 5,7                   | 8,3                   | 7,3                   | 6,5           |
| 2           | Sarah                     | Féerie                | Le Farfadet          | 29 rue des 3 frères Le Goff | 22000         | Saint-Brieuc         | 6,3                   | 5,7                   | 7,0                   | 6,3                   | 6,3           |
| 3           | Gérald                    | Plage                 | Le Knell's           | 40 avenue de Pen Guen       | 22380         | Saint-Cast-Le-Guildo | 7,0                   | 5,3                   | 4,7                   | 5,7                   | 5,7           |
| 4           | Nathalie                  | Crêperie              | La Gargotte          | 14 place Michel Rouvrais    | 22490         | Plouër-sur-Rance     | 6,0                   | 4,7                   | 3,7                   | 5,0                   | 4,9           |

### Semaine 2 dans laCôte-d'Oret laSaône-et-Loire(du 11 au 15 janvier 2016)
| Classements | Prénoms des restaurateurs | Types des restaurants  | Noms des restaurants | Adresses                    | Codes Postaux | Villes           | Notes obtenues sur 10 | Notes obtenues sur 10 | Notes obtenues sur 10 | Notes obtenues sur 10 | Totaux sur 10 |
| Classements | Prénoms des restaurateurs | Types des restaurants  | Noms des restaurants | Adresses                    | Codes Postaux | Villes           | La salle              | La cuisine            | L'assiette            | L'addition            | Totaux sur 10 |
| ----------- | ------------------------- | ---------------------- | -------------------- | --------------------------- | ------------- | ---------------- | --------------------- | --------------------- | --------------------- | --------------------- | ------------- |
| 1           | Jean-François             | Auberge Traditionnelle | Maison Millière      | 10 - 14 rue de la Chouette  | 21000         | Dijon            | 5,3                   | 6,0                   | 7,0                   | 6,7                   | 6,3           |
| 2           | Maxime                    | Bistrot Insolite       | Bristrot Village     | 4 rue du Bateau de Fer      | 71100         | Chalon-sur-Saône | 7,3                   | 5,0                   | 6,0                   | 6,0                   | 6,1           |
| 3           | Alix                      | Bistronomique          | Chez Richard         | 8 route départementale 974  | 21190         | Meursault        | 5,7                   | 6,3                   | 6,7                   | 4,0                   | 5,7           |
| 4           | Anthony                   | Bistrot New-Yorkais    | Le Concept           | 85 rue du général Fauconnet | 21000         | Dijon            | 4,0                   | 2,3                   | 3,0                   | 3,3                   | 3,2           |

### Semaine 3 dans leVar(du 18 au 22 janvier 2016)
| Classements | Prénoms des restaurateurs | Types des restaurants | Noms des restaurants | Adresses                              | Codes Postaux | Villes        | Notes obtenues sur 10 | Notes obtenues sur 10 | Notes obtenues sur 10 | Notes obtenues sur 10 | Totaux sur 10 |
| Classements | Prénoms des restaurateurs | Types des restaurants | Noms des restaurants | Adresses                              | Codes Postaux | Villes        | La salle              | La cuisine            | L'assiette            | L'addition            | Totaux sur 10 |
| ----------- | ------------------------- | --------------------- | -------------------- | ------------------------------------- | ------------- | ------------- | --------------------- | --------------------- | --------------------- | --------------------- | ------------- |
| 1           | Paolo                     | Gastronomique Italien | La Forge             | 11 rue Victor Léon                    | 83350         | Ramatuelle    | 8,0                   | 8,3                   | 8,0                   | 8,7                   | 8,3           |
| 2           | Emma                      | Bistronomique         | Chez Mam's           | 71 boulevard de la Libération         | 83600         | Fréjus        | 5,7                   | 7,3                   | 7,7                   | 6,7                   | 6,9           |
| 3           | Steeve                    | Camping               | La Vallée du Paradis | 955 avenue de Gratadis                | 83530         | Agay          | 6,7                   | 5,7                   | 7,3                   | 7,6                   | 6,8           |
| 4           | Stephane                  | Plage Haut de Gamme   | Le Prao Plage        | 39 avenue du Général Touzet du Vigier | 83120         | Sainte-Maxime | 8,3                   | 6,3                   | 5,3                   | 6,0                   | 6,5           |

### Semaine 4 àPariset dans lesHauts-de-Seine(du 25 au 29 janvier 2016)
| Classements | Prénoms des restaurateurs | Types des restaurants | Noms des restaurants | Adresses                   | Codes Postaux | Villes               | Notes obtenues sur 10 | Notes obtenues sur 10 | Notes obtenues sur 10 | Notes obtenues sur 10 | Totaux sur 10 |
| Classements | Prénoms des restaurateurs | Types des restaurants | Noms des restaurants | Adresses                   | Codes Postaux | Villes               | La salle              | La cuisine            | L'assiette            | L'addition            | Totaux sur 10 |
| ----------- | ------------------------- | --------------------- | -------------------- | -------------------------- | ------------- | -------------------- | --------------------- | --------------------- | --------------------- | --------------------- | ------------- |
| 1           | Mathias                   | Vintage Année 80      | La Salle à Manger    | 193 - 195 rue Gallieni     | 92100         | Boulogne-Billancourt | 7,0                   | 5,7                   | 6,7                   | 5,7                   | 6,3           |
| 2           | Jean                      | Asiatique Karaoké     | China Town           | 27 rue Buisson Saint-Louis | 75010         | Paris                | 7,0                   | 5,3                   | 5,0                   | 5,7                   | 5,8           |
| 3           | Dounia                    | Familial              | La Cantine du 18     | 46 rue Ramey               | 75018         | Paris                | 5,7                   | 5,0                   | 5,7                   | 6,0                   | 5,6           |
| 4           | Mounir                    | Galerie d'Art         | Gallery              | 90 rue d'Assas             | 75006         | Paris                | 5,7                   | 3,7                   | 3,7                   | 4,0                   | 4,3           |

### Semaine 5 dans lesLandeset lesPyrénées-Atlantiques(du1erau 5 février 2016)
| Classements | Prénoms des restaurateurs | Types des restaurants | Noms des restaurants | Adresses                       | Codes Postaux | Villes    | Notes obtenues sur 10 | Notes obtenues sur 10 | Notes obtenues sur 10 | Notes obtenues sur 10 | Totaux sur 10 |
| Classements | Prénoms des restaurateurs | Types des restaurants | Noms des restaurants | Adresses                       | Codes Postaux | Villes    | La salle              | La cuisine            | L'assiette            | L'addition            | Totaux sur 10 |
| ----------- | ------------------------- | --------------------- | -------------------- | ------------------------------ | ------------- | --------- | --------------------- | --------------------- | --------------------- | --------------------- | ------------- |
| 1           | Capucine                  | Tendance              | Le Bar de la Plage   | 4 passage Gardères             | 64200         | Biarritz  | 6,7                   | 5,7                   | 6,3                   | 6;3                   | 6,3           |
| 2           | Florence                  | Gastronomique         | La Table de Florence | 6 - 8 place Castille           | 40510         | Seignosse | 3,3                   | 7,3                   | 7,0                   | 5,3                   | 5,7           |
| 3           | Jérôme                    | Brasserie du Monde    | Le Café Sud          | Terrasse de l'Océan Notre-Dame | 40130         | Capbreton | 5,7                   | 4,7                   | 5,7                   | 5,7                   | 5,5           |
| 4           | Catherine                 | Guinguette            | La Station           | 1 avenue de la Tour du Lac     | 40510         | Seignosse | 5,7                   | 3,0                   | 4,7                   | 4,7                   | 4,5           |

### Semaine 6 dans lesPyrénées-Atlantiqueset lesHautes-Pyrénées(du 8 au 12 février 2016)
| Classements | Prénoms des restaurateurs | Types des restaurants       | Noms des restaurants          | Adresses                  | Codes Postaux | Villes | Notes obtenues sur 10 | Notes obtenues sur 10 | Notes obtenues sur 10 | Notes obtenues sur 10 | Totaux sur 10 |
| Classements | Prénoms des restaurateurs | Types des restaurants       | Noms des restaurants          | Adresses                  | Codes Postaux | Villes | La salle              | La cuisine            | L'assiette            | L'addition            | Totaux sur 10 |
| ----------- | ------------------------- | --------------------------- | ----------------------------- | ------------------------- | ------------- | ------ | --------------------- | --------------------- | --------------------- | --------------------- | ------------- |
| 1           | François                  | Bistrot Tendance            | Le Poulet à 3 Pattes          | 26 boulevard des Pyrénées | 64000         | Pau    | 7,7                   | 7,0                   | 8,3                   | 7,7                   | 7,7           |
| 2           | Philippe                  | Bodega                      | La Plancha                    | 9 avenue des Forges       | 65000         | Tarbes | 6,3                   | 6,0                   | 6,0                   | 5,3                   | 5,9           |
| 3           | Mira                      | Oriental Atypique           | Les Délices du Rond-Point     | 28 rue Carnot             | 65000         | Tarbes | 5,0                   | 4,3                   | 4,3                   | 4,3                   | 4,5           |
| 4           | Carla                     | Gastronomique Haut de Gamme | La Renaissance de l'Ambroisie | 48 rue Abbé Torné         | 65000         | Tarbes | 5,3                   | 4,3                   | 4,3                   | 4,0                   | 4,5           |

### Semaine 7 dans l'Aisneet laMarne(du 15 au 19 février 2016)
| Classements | Prénoms des restaurateurs | Types des restaurants | Noms des restaurants | Adresses                      | Codes Postaux | Villes                   | Notes obtenues sur 10 | Notes obtenues sur 10 | Notes obtenues sur 10 | Notes obtenues sur 10 | Totaux sur 10 |
| Classements | Prénoms des restaurateurs | Types des restaurants | Noms des restaurants | Adresses                      | Codes Postaux | Villes                   | La salle              | La cuisine            | L'assiette            | L'addition            | Totaux sur 10 |
| ----------- | ------------------------- | --------------------- | -------------------- | ----------------------------- | ------------- | ------------------------ | --------------------- | --------------------- | --------------------- | --------------------- | ------------- |
| 1           | Nicolas                   | Traditionnel          | Le Relais Fleuri     | 1 avenue de la Gare           | 02140         | Vervins                  | 6,3                   | 6,0                   | 4,7                   | 7,0                   | 6,0           |
| 2           | Nina                      | Guinguette            | Le Port au Perches   | 2 - 4 rue François-Mitterrand | 02460         | Silly-la-Poterie         | 6,3                   | 4,7                   | 6,0                   | 6,7                   | 5,9           |
| 2           | Jackie                    | Cabaret               | La Renaissance       | 30 rue de Fouquerolles        | 02000         | Merlieux-et-Fouquerolles | 5,0                   | 7,3                   | 4,7                   | 6,7                   | 5,9           |
| 3           | Baptiste                  | Bistrot Familial      | La Cantine du Coq    | 3 rue des Élus                | 51100         | Reims                    | 5,7                   | 5,7                   | 4,7                   | 4,0                   | 5,0           |

### Semaine 8 dans leGard(du 22 au 26 février 2016)
| Classements | Prénoms des restaurateurs | Types des restaurants | Noms des restaurants    | Adresses                                            | Codes Postaux | Villes                  | Notes obtenues sur 10 | Notes obtenues sur 10 | Notes obtenues sur 10 | Notes obtenues sur 10 | Totaux sur 10 |
| Classements | Prénoms des restaurateurs | Types des restaurants | Noms des restaurants    | Adresses                                            | Codes Postaux | Villes                  | La salle              | La cuisine            | L'assiette            | L'addition            | Totaux sur 10 |
| ----------- | ------------------------- | --------------------- | ----------------------- | --------------------------------------------------- | ------------- | ----------------------- | --------------------- | --------------------- | --------------------- | --------------------- | ------------- |
| 1           | José                      | Table D'hôte          | Le Moulin Saint-Laurent | Le Vieux Moulin Route de Marsillargues              | 30220         | Saint-Laurent-d'Aigouze | 7,7                   | 7,0                   | 6,3                   | 7,3                   | 7,1           |
| 2           | Gaël                      | Semi-Gastronomique    | Le Capriska             | 1160 boulevard du Docteur Jean-Baptiste Le Boucanet | 30240         | Le Grau-du-Roi          | 6,0                   | 7,3                   | 7,0                   | 7,0                   | 6,8           |
| 3           | Florence                  | Cabaret Équestre      | Le Cabaret des Sables   | 1745 route de L'espiguette                          | 30240         | Le Grau-du-Roi          | 7,0                   | 5,7                   | 6,3                   | 6,3                   | 6,3           |
| 4           | Laure                     | Bistrot Gastronomique | Le Millésime            | 38 rue de la République                             | 30220         | Aigues-Mortes           | 5,7                   | 4,0                   | 3,7                   | 4,0                   | 4,4           |

### Semaine 9 dansParis, lesHauts-de-Seineet leVal-de-Marne(du 29 février au 4 mars 2016)
| Classements | Prénoms des restaurateurs | Types des restaurants | Noms des restaurants  | Adresses                   | Codes Postaux | Villes                | Notes obtenues sur 10 | Notes obtenues sur 10 | Notes obtenues sur 10 | Notes obtenues sur 10 | Totaux sur 10 |
| Classements | Prénoms des restaurateurs | Types des restaurants | Noms des restaurants  | Adresses                   | Codes Postaux | Villes                | La salle              | La cuisine            | L'assiette            | L'addition            | Totaux sur 10 |
| ----------- | ------------------------- | --------------------- | --------------------- | -------------------------- | ------------- | --------------------- | --------------------- | --------------------- | --------------------- | --------------------- | ------------- |
| 1           | Cèline                    | Tennis-Club           | Le Chalet de la Marne | 125 Quai Winston-Churchill | 94210         | Saint-Maur-des-Fossés | 6,3                   | 5,3                   | 6,7                   | 5,3                   | 5,9           |
| 2           | Éric                      | Guinguette Chic       | La Tête Noire         | 4 place de la Mairie       | 92430         | Marnes-la-Coquette    | 5,7                   | 7,7                   | 5,3                   | 5,0                   | 5,9           |
| 3           | Alexandre                 | Brasserie Chic        | Le Welcome Café       | 210 rue de Rivoli          | 75001         | Paris                 | 5,0                   | 3,3                   | 7,3                   | 5,7                   | 5,3           |
| 4           | Vincent                   | Bateau-Restaurant     | Le Libertalia         | Quai Jean-Compagnon        | 94200         | Ivry-sur-Seine        | 6,3                   | 1,7                   | 3,7                   | 3,7                   | 3,9           |

- Cèline gagnante par rapport à la note de l'addition

### Semaine 10 dans laLoire-Atlantique(du 7 au 11 mars 2016)
| Classements | Prénoms des restaurateurs | Types des restaurants | Noms des restaurants    | Adresses                       | Codes Postaux | Villes                    | Notes obtenues sur 10 | Notes obtenues sur 10 | Notes obtenues sur 10 | Notes obtenues sur 10 | Totaux sur 10 |
| Classements | Prénoms des restaurateurs | Types des restaurants | Noms des restaurants    | Adresses                       | Codes Postaux | Villes                    | La salle              | La cuisine            | L'assiette            | L'addition            | Totaux sur 10 |
| ----------- | ------------------------- | --------------------- | ----------------------- | ------------------------------ | ------------- | ------------------------- | --------------------- | --------------------- | --------------------- | --------------------- | ------------- |
| 1           | Cédric                    | Brasserie Design      | 2 Potes au Feu          | 1 place du Commandant-Cousteau | 44300         | Nantes                    | 8,3                   | 7,7                   | 7,7                   | 7,7                   | 7,9           |
| 2           | Luciana                   | Brésilien             | So Good Brasil          | 131 route de Clisson           | 44230         | Saint-Sébastien-sur-Loire | 6,7                   | 6,0                   | 9,0                   | 8,3                   | 7,5           |
| 3           | Gildas                    | De Poisson            | La Poissonnerie du Môle | 30 rue de la Marine            | 44210         | Pornic                    | 7,7                   | 6,0                   | 7,0                   | 6,0                   | 6,7           |
| 4           | Franck                    | Taverne de Corsaires  | Pirates                 | 13 boulevard de Stalingrad     | 44000         | Nantes                    | 6,3                   | 4,7                   | 5,0                   | 4,9                   | 5,1           |

### Semaine 11 dans lesAlpes-Maritimes(du 21 au 25 mars 2016)
| Classements | Prénoms des restaurateurs | Types des restaurants | Noms des restaurants | Adresses                   | Codes Postaux | Villes            | Notes obtenues sur 10 | Notes obtenues sur 10 | Notes obtenues sur 10 | Notes obtenues sur 10 | Totaux sur 10 |
| Classements | Prénoms des restaurateurs | Types des restaurants | Noms des restaurants | Adresses                   | Codes Postaux | Villes            | La salle              | La cuisine            | L'assiette            | L'addition            | Totaux sur 10 |
| ----------- | ------------------------- | --------------------- | -------------------- | -------------------------- | ------------- | ----------------- | --------------------- | --------------------- | --------------------- | --------------------- | ------------- |
| 1           | Christine                 | Auberge de Charme     | L'aristote           | 107 chemin de Plan Sarrain | 06370         | Mouans-Sartoux    | 6,3                   | 8,3                   | 6,7                   | 6,7                   | 7,0           |
| 2           | Thomas                    | Pizzeria              | Piz'zati             | 1 allée de la Plage        | 06270         | Villeneuve-Loubet | 7,3                   | 6,0                   | 6,0                   | 7,7                   | 6,8           |
| 3           | Odile                     | Vintage Année 60      | A la Maison          | 20 route de Cannes         | 06370         | Mouans-Sartoux    | 6,0                   | 5,0                   | 6,7                   | 6,3                   | 6,0           |
| 4           | Tito                      | Plage                 | Plage Pourquoi Pas   | Boulevard du Littoral      | 06160         | Antibes           | 5,3                   | 3,3                   | 5,3                   | 5,7                   | 4,9           |

### Semaine 12 dans laSavoieet laHaute-Savoie(du 28 mars au1eravril 2016)
| Classements | Prénoms des restaurateurs | Types des restaurants   | Noms des restaurants | Adresses                        | Codes Postaux | Villes   | Notes obtenues sur 10 | Notes obtenues sur 10 | Notes obtenues sur 10 | Notes obtenues sur 10 | Totaux sur 10 |
| Classements | Prénoms des restaurateurs | Types des restaurants   | Noms des restaurants | Adresses                        | Codes Postaux | Villes   | La salle              | La cuisine            | L'assiette            | L'addition            | Totaux sur 10 |
| ----------- | ------------------------- | ----------------------- | -------------------- | ------------------------------- | ------------- | -------- | --------------------- | --------------------- | --------------------- | --------------------- | ------------- |
| 1           | Ludovic                   | Univers de la Frite     | La Maison            | 520 route des Près Rollier      | 74330         | Sillingy | 8,0                   | 7,3                   | 7,3                   | 7,7                   | 7,6           |
| 2           | Gilles                    | Savoyard                | Jean de la Pipe      | Chemin rural dit des Molliettes | 74440         | Taninges | 8,0                   | 7,0                   | 6,7                   | 7,0                   | 7,2           |
| 3           | Melina                    | Brasserie Italienne     | Le Delicino          | 1097 avenue des Landiers        | 73000         | Chambery | 7,0                   | 6,7                   | 6,3                   | 7,0                   | 6,8           |
| 4           | Guillaume                 | Bistrot Rétro Américain | Le Twenty's          | 200 rue de la République        | 73000         | Chambery | 6,0                   | 4,0                   | 6,7                   | 6,0                   | 5,7           |

## Saison 4

### Semaine 1 dans lesBouches-du-Rhôneet leVar(du 27 au 31 mars 2017)
| Classements | Prénoms des restaurateurs | Types des restaurants    | Noms des restaurants | Adresses                           | Codes Postaux | Villes            | Notes obtenues sur 10 | Notes obtenues sur 10 | Notes obtenues sur 10 | Notes obtenues sur 10 | Notes obtenues sur 10 | Totaux sur 10 |
| Classements | Prénoms des restaurateurs | Types des restaurants    | Noms des restaurants | Adresses                           | Codes Postaux | Villes            | La salle              | La cuisine            | L'assiette            | Le service            | L'addition            | Totaux sur 10 |
| ----------- | ------------------------- | ------------------------ | -------------------- | ---------------------------------- | ------------- | ----------------- | --------------------- | --------------------- | --------------------- | --------------------- | --------------------- | ------------- |
| 1           | Charles                   | Tendance                 | Restaurant le M      | 65 rue du Port                     | 83270         | Saint-Cyr-sur-Mer | 7,50                  | 7,75                  | 6,75                  | 6,25                  | 7,25                  | 7,10          |
| 2           | Florent                   | Brasserie Traditionnelle | Le Jardin            | 66 rue Sebastien Marcaggi          | 13009         | Marseille         | 6,50                  | 5,25                  | 7,25                  | 6,75                  | 7,25                  | 6,60          |
| 3           | Robert                    | Spécialité de la Mer     | Le Saint Trop        | Quai du Professeur Émile Vayssière | 13620         | Carry-le-Rouet    | 6,75                  | 6,00                  | 6,25                  | 6,50                  | 6,50                  | 6,40          |
| 4           | Sofia                     | Trattoria Napolitaine    | Trattoria Da Sergio  | 11 rue Gueymard                    | 13600         | La Ciotat         | 6,50                  | 6,00                  | 6,25                  | 5,50                  | 5,50                  | 6,20          |
| 5           | Jean-Luc                  | Diner Américain          | Coco Loco            | Chemin de la Grande Campagne       | 13480         | Cabriès           | 5,25                  | 3,75                  | 5,75                  | 6,50                  | 6,25                  | 5,50          |

### Semaine 2 dansParis, laSeine-et-Marneet lesHauts-de-Seine(du 3 au 7 avril 2017) (spéciale saveurs du monde)
| Classements | Prénoms des restaurateurs | Types des restaurants | Noms des restaurants | Adresses                      | Codes Postaux | Villes           | Notes obtenues sur 10 | Notes obtenues sur 10 | Notes obtenues sur 10 | Notes obtenues sur 10 | Notes obtenues sur 10 | Totaux sur 10 |
| Classements | Prénoms des restaurateurs | Types des restaurants | Noms des restaurants | Adresses                      | Codes Postaux | Villes           | La salle              | La cuisine            | L'assiette            | Le service            | L'addition            | Totaux sur 10 |
| ----------- | ------------------------- | --------------------- | -------------------- | ----------------------------- | ------------- | ---------------- | --------------------- | --------------------- | --------------------- | --------------------- | --------------------- | ------------- |
| 1           | Daniel                    | Israélien             | Else                 | 49 rue Berger                 | 75001         | Paris            | 6,50                  | 6,00                  | 7,25                  | 7,50                  | 7,75                  | 7,00          |
| 2           | Rosa                      | Portugais             | Le Lisbonne          | 103 boulevard du Montparnasse | 75006         | Paris            | 6,25                  | 8,00                  | 5,25                  | 6,00                  | 5,50                  | 6,20          |
| 3           | François                  | Italien               | Ancora               | 4 boulevard Bineau            | 92300         | Levallois-Perret | 7,25                  | 4,25                  | 6,00                  | 7,50                  | 5,00                  | 6,00          |
| 4           | Meron                     | Éthiopien             | Éthiopia             | 89 rue du Chemin-Vert         | 75011         | Paris            | 5,50                  | 4,75                  | 6,25                  | 6,25                  | 6,25                  | 5,80          |
| 5           | Rajaa                     | Marocain              | L'Auberge Marocaine  | 2 avenue du 27 août 1944      | 77450         | Montry           | 4,75                  | 4,25                  | 6,00                  | 6,25                  | 7,25                  | 5,70          |

### Semaine 3 dans laMeurthe-et-Moselleet lesVosges(du 10 avril au 14 avril 2017)
| Classements | Prénoms des restaurateurs | Types des restaurants | Noms des restaurants     | Adresses                       | Codes Postaux | Villes    | Notes obtenues sur 10 | Notes obtenues sur 10 | Notes obtenues sur 10 | Notes obtenues sur 10 | Notes obtenues sur 10 | Totaux sur 10 |
| Classements | Prénoms des restaurateurs | Types des restaurants | Noms des restaurants     | Adresses                       | Codes Postaux | Villes    | La salle              | La cuisine            | L'assiette            | Le service            | L'addition            | Totaux sur 10 |
| ----------- | ------------------------- | --------------------- | ------------------------ | ------------------------------ | ------------- | --------- | --------------------- | --------------------- | --------------------- | --------------------- | --------------------- | ------------- |
| 1           | Mouss                     | Music Hall            | 1001 étoiles             | 4 la Vouivre                   | 88130         | Charmes   | 7,00                  | 4,75                  | 6,00                  | 9,00                  | 7,25                  | 6,80          |
| 2           | Mario                     | Viande                | L'entrecôte Stanislas    | 23 rue Stanislas               | 54000         | Nancy     | 7,25                  | 4,75                  | 5,50                  | 6,50                  | 3,50                  | 6,00          |
| 3           | Mickaël                   | Semi-gastronomique    | Tante Lucette            | 22 bis place des Vosges        | 54000         | Nancy     | 6,25                  | 6,25                  | 6,75                  | 4,50                  | 4,75                  | 5,70          |
| 4           | Tifenn                    | Bistronomique         | Le Loup dans la Bergerie | 21 avenue du Général de Gaulle | 54280         | Seichamps | 4,75                  | 5,50                  | 6,00                  | 5,00                  | 8,75                  | 5,50          |
| 5           | Majid                     | Oriental              | Restaurant 600           | 3 boulevard d'Austrasie        | 54000         | Nancy     | 6,50                  | 4,50                  | 3,00                  | 3,75                  | 3,25                  | 4,20          |

### Semaine 4 dans l'Ille-et-Vilaineet dans leMorbihan(du 17 au 21 avril 2017)
| Classements | Prénoms des restaurateurs | Types des restaurants | Noms des restaurants | Adresses                           | Codes Postaux | Villes               | Notes obtenues sur 10 | Notes obtenues sur 10 | Notes obtenues sur 10 | Notes obtenues sur 10 | Notes obtenues sur 10 | Totaux sur 10 |
| Classements | Prénoms des restaurateurs | Types des restaurants | Noms des restaurants | Adresses                           | Codes Postaux | Villes               | La salle              | La cuisine            | L'assiette            | Le service            | L'addition            | Totaux sur 10 |
| ----------- | ------------------------- | --------------------- | -------------------- | ---------------------------------- | ------------- | -------------------- | --------------------- | --------------------- | --------------------- | --------------------- | --------------------- | ------------- |
| 1           | Rodolphe                  | Créperie              | L'abri du Marché     | 12 place du Haut des Lices         | 35000         | Rennes               | 8,25                  | 8,00                  | 8,50                  | 8,00                  | 8,25                  | 8,20          |
| 2           | Thomas                    | Foodtruck             | Where is Tom ?       | Emplacement divers                 | 56100 56260   | Lorient Larmor Plage | 6,00                  | 7,50                  | 7,50                  | 6,00                  | 8,00                  | 7,00          |
| 3           | Nicolas                   | Traditionnel Français | Brasserie Le Loft    | 45 boulevard de la Tour d'Auvergne | 35000         | Rennes               | 6,50                  | 6,50                  | 8,00                  | 5,50                  | 8,00                  | 6,90          |
| 4           | Patricia                  | Italien               | Agostina Caffé       | 58 rue de la Poterie               | 35131         | Chartres-de-Bretagne | 6,00                  | 6,50                  | 6,50                  | 6,50                  | 7,00                  | 6,50          |
| 5           | Rachelle                  | Pizzeria              | Pizzeria du Château  | 6 rue des Trente                   | 56120         | Josselin             | 7,25                  | 5,00                  | 5,25                  | 7,25                  | 6,25                  | 6,20          |

### Semaine 5 dans l'Hérault(du 24 au 28 avril 2017)
| Classements | Prénoms des restaurateurs | Types des restaurants | Noms des restaurants | Adresses                                  | Codes Postaux | Villes      | Notes obtenues sur 10 | Notes obtenues sur 10 | Notes obtenues sur 10 | Notes obtenues sur 10 | Notes obtenues sur 10 | Totaux sur 10 |
| Classements | Prénoms des restaurateurs | Types des restaurants | Noms des restaurants | Adresses                                  | Codes Postaux | Villes      | La salle              | La cuisine            | L'assiette            | Le service            | L'addition            | Totaux sur 10 |
| ----------- | ------------------------- | --------------------- | -------------------- | ----------------------------------------- | ------------- | ----------- | --------------------- | --------------------- | --------------------- | --------------------- | --------------------- | ------------- |
| 1           | Sylvain                   | Produit de la Mer     | La Tasca             | 108 avenue du Pirée                       | 34000         | Montpellier | 7,25                  | 8,25                  | 7,50                  | 8,00                  | 8,00                  | 7,80          |
| 2           | Dorian                    | Bistrot Rétro         | Le Refectoire        | 25 rue Hippolyte                          | 34000         | Montpellier | 7,75                  | 5,50                  | 7,25                  | 7,50                  | 7,00                  | 7,00          |
| 3           | Carine                    | Bistronomique Bio     | Popote               | 4 rue Jules Grévy                         | 34000         | Montpellier | 6,25                  | 7,75                  | 7,00                  | 6,25                  | 6,75                  | 6,80          |
| 4           | Stéphane                  | Cantine de Pirates    | Pirates Paradise     | Centre Commercial Odysseum Allée Ulysse   | 34000         | Montpellier | 8,25                  | 5,50                  | 5,50                  | 6,75                  | 6,00                  | 6,40          |
| 5           | Fernando                  | Italien               | La Grande Passerella | Passerelle de Mertens Rue de l'Étang d'Or | 34280         | Carnon      | 7,00                  | 5,25                  | 6,25                  | 7,25                  | 5,75                  | 6,30          |

### Semaine 6 dans leCalvadoset laSeine-Maritime(du1erau 5 mai 2017)
| Classements | Prénoms des restaurateurs | Types des restaurants | Noms des restaurants | Adresses                                            | Codes Postaux | Villes        | Notes obtenues sur 10 | Notes obtenues sur 10 | Notes obtenues sur 10 | Notes obtenues sur 10 | Notes obtenues sur 10 | Totaux sur 10 |
| Classements | Prénoms des restaurateurs | Types des restaurants | Noms des restaurants | Adresses                                            | Codes Postaux | Villes        | La salle              | La cuisine            | L'assiette            | Le service            | L'addition            | Totaux sur 10 |
| ----------- | ------------------------- | --------------------- | -------------------- | --------------------------------------------------- | ------------- | ------------- | --------------------- | --------------------- | --------------------- | --------------------- | --------------------- | ------------- |
| 1           | Yannick                   | Traditionnel          | Au fil des Saisons   | 23 avenue de Paris                                  | 14370         | Mery-Corbon   | 6,50                  | 7,75                  | 7,50                  | 6,75                  | 7,75                  | 7,25          |
| 2           | Jules                     | Brasserie Équestre    | Le Grand Manège      | Pôle International du Cheval 14 avenue Ox and Bucks | 14800         | Saint Arnoult | 6,50                  | 7,00                  | 6,25                  | 6,50                  | 6,75                  | 6,60          |
| 3           | Éric                      | Produits de la Mer    | Le Grand Large       | 11 place Clémenceau                                 | 76310         | Saint-Adresse | 5,75                  | 5,75                  | 6,00                  | 7,00                  | 6,00                  | 6,10          |
| 4           | Romain                    | Grillades et Tapas    | Les Docks            | 38 rue Carnot                                       | 14360         | Trouville     | 6,75                  | 5,25                  | 6,25                  | 6,00                  | 5,75                  | 6,00          |
| 5           | Karine                    | Traditionnel Normand  | O Dunes Zen          | 2 avenue Maurice Schumann                           | 14960         | Asnelles      | 4,50                  | 4,25                  | 5,50                  | 6,50                  | 5,25                  | 5,20          |